# (1305) Pongola
(1305) Pongola ist ein Asteroid des Hauptgürtels, der am 19. Juli 1928 vom südafrikanischen Astronomen Harry Edwin Wood in Johannesburg entdeckt wurde.
Der Name ist abgeleitet vom Fluss Pongola in Südafrika.